# Nationalliga A (Handball) 2000/01
Die Spielzeit 2000/01 war die 52. reguläre Spielzeit der Schweizer Nationalliga A im Handball der Männer.

## Modus
Gespielt wurde von den 12 Teams eine Doppelrunde zu je 14 Spielen.
Nach der Hauptrunde spielten die Mannschaften auf den Rängen 1 bis 6 eine Finalrunde. Die ersten 4 spielten die Playoffs (1. gegen 4., 2. gegen 3.).  Der Sieger der Playoffs wurde Schweizer Meister.
Die Mannschaften auf den Rängen 7. und 12. spielten eine Auf-/Abstiegsrunde mit den ersten zwei der Nationalliga B.

## Hauptrunde
| Rang                    | Verein                   | Sp. | Punkte |
| ----------------------- | ------------------------ | --- | ------ |
| 01.                     | St. Otmar St. Gallen (C) | 14  | 22     |
| 02.                     | TV Suhr (M) (SC)         | 14  | 21     |
| 03.                     | Grasshopper              | 14  | 20     |
| 04.                     | Kadetten Schaffhausen    | 14  | 20     |
| 05.                     | Wacker Thun              | 14  | 18     |
| 06.                     | Pfadi Winterthur         | 14  | 18     |
| 07.                     | TV Endingen              | 14  | 16     |
| 08.                     | Amicitia Zürich          | 14  | 15     |
| 09.                     | TV Zofingen              | 14  | 08     |
| 10.                     | BSV Stans                | 14  | 08     |
| 11.                     | Yellow Winterthur        | 14  | 02     |
| 12.                     | Stäfa                    | 14  | 0      |
| Stand 14. Dezember 2011 |                          |     |        |

| Zum Hauptrundenende 2000/01: |                                 |
|                              |                                 |
|                              | Qualifiziert für die Finalrunde |
|                              | Auf-/Abstiegsrunde              |

Zum Saisonende 1999/2000:

(M) – Schweizer Meister 1999/2000: TV Suhr

(C) – Cup-Sieger 1999/2000: TSV St. Otmar St. Gallen

(SC) – SuperCup-Sieger 1999/2000: TV Suhr

kein Aufsteiger aus der Nationalliga B 2000/01

## Finalrunde
| Rang                | Verein                | Sp. | Tore    | Punkte |
| ------------------- | --------------------- | --- | ------- | ------ |
| 1.                  | Pfadi Winterthur      | 10  |         | 18     |
| 2.                  | St. Otmar St. Gallen  | 10  |         | 13     |
| 3.                  | Kadetten Schaffhausen | 10  |         | 09     |
| 4.                  | TV Suhr               | 10  | 256:253 | 08     |
| 5.                  | Wacker Thun           | 10  | 250:266 | 08     |
| 6.                  | Grasshopper           | 10  |         | 04     |
| Stand 9. April 2001 |                       |     |         |        |

| Zum Finalrundenende 2000/01 |                               |
|                             |                               |
|                             | Qualifiziert für die Playoffs |
|                             | Saison beendet                |

## Auf-/Abstiegsrunde
| Rang               | Verein            | Sp. | Punkte |
| ------------------ | ----------------- | --- | ------ |
| 1.                 | BSV Stans         | 5   | 8      |
| 2.                 | TV Endingen       | 5   | 8      |
| 3.                 | Amicitia Zürich   | 5   | 6      |
| 4.                 | TV Zofingen       | 5   | 6      |
| 5.                 | Stäfa             | 5   | 5      |
| 6.                 | Yellow Winterthur | 5   | 4      |
| 7.                 | TV Möhlin         | 5   | 2      |
| 8.                 | BSV Bern          | 5   | 1      |
| Stand 5. März 2001 |                   |     |        |

| Zum Auf-/Abstiegsrundenende 2000/01 |                |
|                                     |                |
|                                     | Saison beendet |
|                                     | Abstieg        |

## Torschützenliste
| Pl. | Spieler         | Tore | Schnitt | Mannschaft               |
| --- | --------------- | ---- | ------- | ------------------------ |
| 1.  | Cho Chi-hyo     | 187  | 6,7     | Pfadi Winterthur         |
| 2.  | Attila Kotormán | 184  | 8,8     | Kadetten Schaffhausen    |
| 3.  | Robert Hedin    | 173  | 5,8     | TSV St. Otmar St. Gallen |

## Playoffs
Playoff-Baum

|  | Halbfinal | Halbfinal                | Halbfinal |  |  | Final | Final                    | Final |
|  |           |                          |           |  |  |       |                          |       |
|  |           |                          |           |  |  |       |                          |       |
|  |           | Pfadi Winterthur         | 2         |  |  |       |                          |       |
|  |           | TV Shur                  | 1         |  |  |       |                          |       |
|  |           |                          |           |  |  |       | Pfadi Winterthur         | 1     |
|  |           |                          |           |  |  |       | TSV St. Otmar St. Gallen | 2     |
|  |           | TSV St. Otmar St. Gallen | 2         |  |  |       |                          |       |
|  |           | Kadetten Schaffhausen    | 1         |  |  |       |                          |       |
|  |           |                          |           |  |  |       |                          |       |

### Halbfinal
Modus war Best-of-Three
|                          |   |                       | Serie | 1     | 2     | 3     |
| ------------------------ | - | --------------------- | ----- | ----- | ----- | ----- |
| Pfadi Winterthur         | – | TV Suhr               | 2:1   | 25:28 | 26:23 | 28:26 |
| TSV St. Otmar St. Gallen | – | Kadetten Schaffhausen | 2:1   | 29:19 | 23:32 | 33:29 |

### Final
Modus war Best-of-Three
|                          |   |                  | Serie | 1     | 2     | 3     |
| ------------------------ | - | ---------------- | ----- | ----- | ----- | ----- |
| TSV St. Otmar St. Gallen | – | Pfadi Winterthur | 2:1   | 27:26 | 30:31 | 29:22 |